# Streeprugcanastero
De streeprugcanastero (Asthenes wyatti) is een zangvogel uit de familie Furnariidae (ovenvogels). De vogel werd in 1871 door Philip Lutley Sclater en Osbert Salvin geldig beschreven en is genoemd naar de Engelse ornitholoog Claude Wilmott Wyatt (1842-1900)..

## Kenmerken
De vogel is 17 tot 18 cm lang. Het is een onopvallende vogel, overwegend bruin gekleurd, met een vage lichte oogstreep. Van onder egaal lichtbruin en van boven donkerder kastanjebruin met donkere streepjes op de rug.

## Verspreiding en leefgebied
Deze soort komt voor van Venezuela tot Peru en telt 12 ondersoorten:
- A. w. wyatti: de oostelijke Andes van noordelijk Colombia.
- A. w.  sanctaemartae: de bergen van Santa Marta (noordoostelijk Colombia).
- A. w.  phelpsi: noordoostelijk Colombia en noordwestelijk Venezuela.
- A. w.  mucuchiesi: Mérida en Trujillo (westelijk Venezuela).
- A. w.  aequatorialis: centraal Ecuador.
- A. w.  azuay: zuidelijk Ecuador.
- A. w.  graminicola: centraal en zuidelijk Peru.
- A. w.  punensis: zuidelijk Peru en westelijk Bolivia.
- A. w.  cuchacanchae: centraal Bolivia en noordwestelijk Argentinië (Salta).
- A. w.  lilloi: noordwestelijk Argentinië.
- A. w  sclateri (Cordoba-canastero): Sierra de Córdoba (Córdoba in Argentinië).
- A. w. brunnescens: Sierra de San Luis (San Luis, centraal Argentinië).

De leefgebieden liggen in gebieden met lage vegetaties, dus struikgewas of graslanden van bergachtige streken op hoogten tussen de 1800 en 5000 meter boven zeeniveau.
De populatiegrootte is niet gekwantificeerd. Er zijn geen aanwijzingen dat de soort in zijn voortbestaan wordt bedreigd.